# Peer (Bélgica)
Peer es una localidad y municipio de la provincia de Limburgo en Bélgica. Sus municipios vecinos son Bocholt, Hechtel-Eksel, Houthalen-Helchteren, Meeuwen-Gruitrode, Neerpelt y Overpelt. Tiene una superficie de 87,0 km² y una población en 2019 de 16.357 habitantes, siendo los habitantes en edad laboral el 66% de la población.

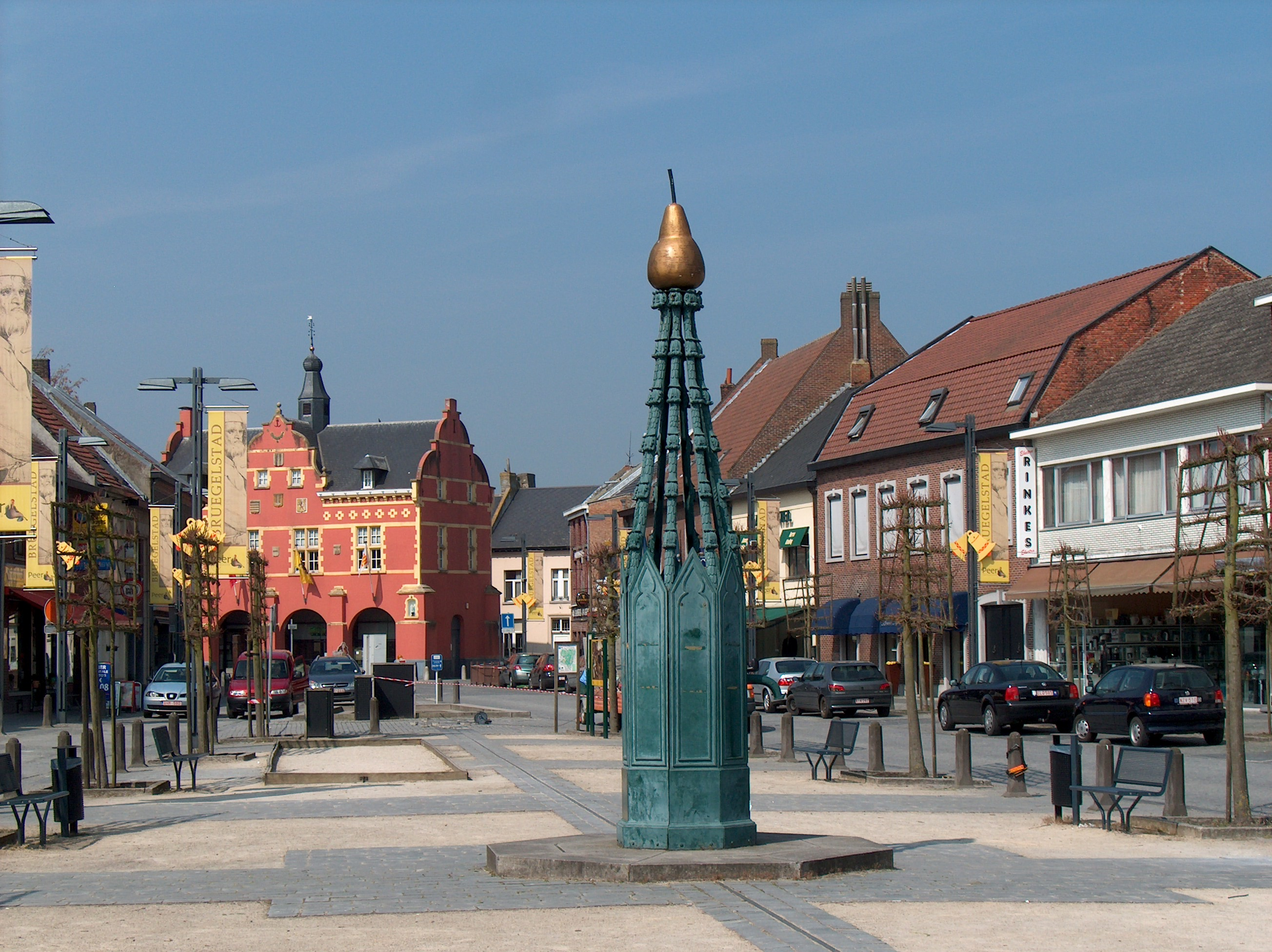
Centro de Peer.

El municipio se compone de las siguientes localidades: Peer, Grote-Brogel, Kleine-Brogel, Wauberg, Erpekom y Wijchmaal.

## Demografía

### Evolución
Todos los datos históricos relativos al actual municipio, el siguiente gráfico refleja su evolución demográfica, incluyendo municipios después de efectuada la fusión el 1 de enero de 1977.
| Gráfica de evolución demográfica de Peer entre 1846 y 2020 |
|                                                            |

## Lugares de interés y eventos
El pueblo de Grote-Brogel, en este municipio, afirma ser el lugar de nacimiento de Pieter Brueghel el Viejo, por lo que se puede visitar aquí la Fundación Brueghel sobre la historia de este pintor flamenco.
En Kleine Brogel, otro pueblo de Peer, se encuentra una base aérea de la Fuerza Aérea Belga y de la OTAN, con importante presencia de aviones estadounidenses.
En el mes de julio, se celebra anualmente un famoso festival internacional de música blues.
La importante villa de vacaciones de "Erperheide" se encuentra en el pueblo de Erpekom.